# Klodiana Shala
Klodiana Shala (Tirana, 22 agosto 1979) è una velocista e ostacolista albanese. Ha partecipato a tre edizioni dei Giochi olimpici estivi, a partire da Sydney 2000, ma fu sempre eliminata durante le qualificazioni. Prenderà parate alle Olimpiadi di Londra 2012 nella gara dei 200 metri piani.

## Progressione

### 100 metri piani outdoor
| Stagione | Risultato | Luogo    | Data       | Rank. Mond. |
| -------- | --------- | -------- | ---------- | ----------- |
| 2005     | 11"71     | Antibari | 06-07-2005 |             |

### 200 metri piani outdoor
| Stagione | Risultato | Luogo             | Data       | Rank. Mond. |
| -------- | --------- | ----------------- | ---------- | ----------- |
| 2006     | 23"55     | Göteborg          | 10-8-2006  |             |
| 2006     | 23"55     | Göteborg          | 10-08-2006 |             |
| 2005     | 23"69     | Istanbul          | 19-06-2005 |             |
| 2004     | 24"34     | Novi Sad          | 20-06-2004 |             |
| 2002     | 24"93     | Monaco di Baviera | 08-08-2002 |             |

### 400 metri piani outdoor
| Stagione | Risultato | Luogo    | Data       | Rank. Mond. |
| -------- | --------- | -------- | ---------- | ----------- |
| 2008     | 54"84     | Pechino  | 16-08-2008 |             |
| 2007     | 57"99     | Tirana   | 11-07-2007 |             |
| 2006     | 52"86     | Göteborg | 8-8-2006   |             |
| 2005     | 53"23     | Almería  | 01-07-2005 |             |
| 2004     | 53"87     | Edessa   | 5-06-2004  |             |
| 2002     | 54"82     | Bucarest | 24-08-2002 |             |
| 2000     | 56"24     | Atene    | 28-06-2000 |             |
| 1997     | 56"75     | Smirne   | 12-07-1997 |             |

### 400 metri ostacoli outdoor
| Stagione | Risultato | Luogo    | Data       | Rank. Mond. |
| -------- | --------- | -------- | ---------- | ----------- |
| 2006     | 59"31     | Novi Sad | 17-06-2006 |             |
| 2005     | 56"48     | Almería  | 29-6-2005  |             |
| 2004     | 57"67     | Calamata | 29-05-2004 |             |

### 60 metri piani indoor
| Stagione | Risultato | Luogo    | Data      | Rank. Mond. |
| -------- | --------- | -------- | --------- | ----------- |
| 2006     | 23"55     | Göteborg | 10-8-2006 |             |

### 200 metri piani indoor
| Stagione | Risultato | Luogo    | Data       | Rank. Mond. |
| -------- | --------- | -------- | ---------- | ----------- |
| 2001     | 25"29     | Il Pireo | 18-02-2001 |             |

### 400 metri piani indoor
| Stagione | Risultato | Luogo      | Data       | Rank. Mond. |
| -------- | --------- | ---------- | ---------- | ----------- |
| 2009     | 55"70     | Torino     | 06-03-2009 |             |
| 2006     | 53"65     | Il Pireo   | 25-02-2006 |             |
| 2005     | 53"34     | Peania     | 16-02-2005 |             |
| 2004     | 54"46     | Peania     | 28-02-2004 |             |
| 2003     | 57"81     | Birmingham | 14-03-2003 |             |
| 2001     | 57"61     | Il Pireo   | 18-02-2001 |             |

## Palmarès
| Anno | Manifestazione  | Sede       | Evento      | Risultato | Prestazione | Note |
| ---- | --------------- | ---------- | ----------- | --------- | ----------- | ---- |
| 2000 | Giochi olimpici | Sydney     | 400 m piani | Batteria  | 56"41       |      |
| 2001 | Mondiali indoor | Edmonton   | 400 m piani | Batteria  | dq          |      |
| 2002 | Europei         | Monaco     | 200 m piani | Batteria  | 24"93       |      |
| 2002 | Europei         | Monaco     | 400 m piani | Batteria  | 55"81       |      |
| 2003 | Mondiali indoor | Birmingham | 400 m piani | Batteria  | 57"81       |      |
| 2004 | Mondiali indoor | Budapest   | 400 m piani | Batteria  | 54"62       |      |
| 2004 | Giochi olimpici | Atene      | 400 m hs    | Batteria  | 1'00"00     |      |
| 2005 | Europei indoor  | Madrid     | 400 m piani | Batteria  | 53"60       |      |
| 2006 | Mondiali indoor | Mosca      | 400 m piani | Batteria  | 54"21       |      |
| 2006 | Europei         | Göteborg   | 200 m piani | Batteria  | 24"64       |      |
| 2006 | Europei         | Göteborg   | 400 m piani | Batteria  | 52"86       |      |
| 2008 | Giochi olimpici | Pechino    | 400 m piani | Batteria  | 54"84       |      |
| 2009 | Europei indoor  | Torino     | 400 m piani | Batteria  | 55"70       |      |
| 2010 | Mondiali indoor | Doha       | 400 m piani | Batteria  | dns         |      |